# Карл Декер
Карл Декер (нім. Karl Decker; нар. 30 листопада 1897, Борнтін, біля Нюштеттін — пом. 21 квітня 1945, Гросбрюнсшроде, біля Брауншвейг) — німецький воєначальник часів Третього Рейху, генерал танкових військ (1945) Вермахту. Кавалер Лицарського хреста з Дубовим листям та мечами (1945, посмертно).

## Життєпис
Військова кар'єра
- 3 серпня 1914 — фанен-юнкер
- 8 травня 1915 — фенріх
- 12 липня 1915 — лейтенант
- 31 липня 1925 — обер-лейтенант
- 1 травня 1931 — ротмістр
- 1 березня 1936 — майор
- 1 квітня 1939 — оберст-лейтенант
- 1 лютого 1942 — оберст
- 1 грудня 1943 — генерал-майор
- 1 червня 1944 — генерал-лейтенант
- 27 грудня 1944 — генерал танкових військ

3 серпня 1914 р. вступив добровольцем на військову службу, фанен-юнкером (кандидат в офіцери) в піхотний полк. З липня 1915 р. — лейтенант. За час війни нагороджений Залізними хрестами обох ступенів і Ганзейским хрестом.
Продовжив службу в Рейхсвері. У 1923—1936 роках — в кавалерії. До початку Другої світової війни — командир протитанкового батальйону, підполковник.
У вересні-жовтні 1939 р. брав участь в Польській кампанії, нагороджений планками до Залізних хрестів обох ступенів (повторне нагородження).
З квітня 1940 р. — командир танкового батальйону. Брав участь в Грецькій кампанії в квітні-травні 1941 р. (з 15 травня 1941 р. — командир танкового полку 2-ї танкової дивізії), нагороджений Лицарським хрестом (№ 306).
З жовтня 1941 р. — на Східному фронті. Бої в районі Вязьми, потім біля Москви, потім в районі Ржева. З лютого 1942 р. — полковник, у серпні 1942 р. нагороджений Золотим німецьким хрестом.
У лютому-березні 1943 р. — в резерві фюрера, у квітні-червні 1943 р. — в інспекції танкових військ. У липні-серпні 1943 р. — командир 21-ї танкової бригади (бої на Курській дузі).
З вересня 1943 р. — командир 5-ї танкової дивізії. Бої в районі Брянська і Гомеля. З грудня 1943 р. Декер у званні генерал-майора. Навесні 1944 р. — бої в районі Бобруйська, потім в районі Ковеля. У травні 1944 р. нагороджений дубовим листям (№ 466) до Лицарського хреста. З червня 1944 р. — генерал-лейтенант.
З жовтня 1944 р. — командувач 39-м танковим корпусом. З грудня 1944 р. — в званні генерал танкових військ. У січні 1945 р. корпус переведений на Західний фронт, в Арденни. У квітні 1945 р. — у Рурському котлі. 21 квітня 1945 р. генерал танкових військ Декер наклав на себе руки, щоб не потрапити в американський полон. 26 квітня 1945 р. — посмертно нагороджений мечами (№ 149) до Лицарського хреста з дубовим листям.

## Нагороди
- Залізний хрест 2-го і 1-го класу
- Ганзейський Хрест (Гамбург)
- Почесний хрест ветерана війни з мечами
- Медаль «За вислугу років у Вермахті» 4-го, 3-го, 2-го і 1-го класу (25 років)
- Застібка до Залізного хреста 2-го і 1-го класу
- Лицарський хрест Залізного хреста з дубовим листям і мечами
  - лицарський хрест (13 червня 1941)
  - дубове листя (№466; 4 травня 1944)
  - мечі (№149; 26 квітня 1945)
- Німецький хрест в золоті (1 серпня 1942)
- 4 рази відзначений у Вермахтберіхт (11 грудня 1943, 2 березня 1944, 5 серпня 1944 і 12 жовтня 1944)